# Weingasse (Oberglogau)
Weingasse (polnisch Winiary) ist ein Stadtteil von Oberglogau (Głogówek) im Powiat Prudnicki der Woiwodschaft Opole in Polen.
Der Name Weingasse steht im Zusammenhang mit dem Weinbau, der hier durch die globale Erwärmung möglich wurde. Auf dem Wappen von Oberglogau sind Elemente von Trauben und Winzermessern zu sehen; sie zeigen somit die Wichtigkeit, welche der Weinbau hatte. Namensgebend ist die gleichnamige Straße.

## Geographie
Weingasse befindet sich im nördlichen Teil von Oberglogau, in der Nähe der Woiwodschaftsstraße 416 nach Krappitz (Krapkowice) und der Straße nach Walzen (Walec).
Zu den wichtigsten Einrichtungen in Weingasse gehören der öffentliche Kindergarten Nr. 4, der Schulkomplex in Oberglogau, das Stadion des Clubs Fortuna Głogówek, der jüdische Friedhof und der Friedhof deutscher Soldaten.
Der Ortsteil hat markierte Wander- und Radfahrwege, die unter anderem zur Kläranlage des Flusses Mühlgraben führen.
Koordinaten: 50° 22′ N, 17° 52′ O